# Isole di Čičagov
Le isole di Čičagov (in russo Острова Чичагова ostrova Čičagova) sono 2 piccole isole russe nell'Oceano Artico che fanno parte della Terra di Zichy nell'arcipelago della Terra di Francesco Giuseppe.
Le isole hanno preso il nome dell'ammiraglio russo ed esploratore artico Vasilij Jakovlevič Čičagov (1726–1809), padre del generale Pavel Vasilievič Čičagov (1767-1848). Le isole non hanno nomi individuali.

## Geografia
Le isole di Čičagov si trovano nella parte nord della Terra di Zichy, vicino alla costa occidentale dell'isola di Karl-Alexander, in particolare, a 2 km da capo Felder; più a sud, a circa 5 km da esse, si trovano le isole di Pontremoli.
La più meridionale delle due isole ha una forma allungata e misura circa 700 m di lunghezza, quella a nord misura circa 400 m. Le isole sono libere dal ghiaccio